# Bowling for Soup
Bowling for Soup is een Amerikaanse poppunkband, opgericht in 1994 in Wichita Falls, Texas. Tegenwoordig bevindt de band zich in Denton, Texas. De band heeft bekendheid gekregen met hun singles "Girl All the Bad Guys Want," "Almost," "High School Never Ends," En "1985."

## Geschiedenis

### 1994–2001: Begin
Bowling for Soup werd in 1994 opgericht door Jaret Reddick, Chris Burney, Erik Chandler en Lance Morril. In 1998 verliet Morril de band en werd hij vervangen door Gary Wiseman. In 1998 verhuisde de band naar Denton Texas en namen ze hun tweede studioalbum, Rock on Honorable Ones, op. In datzelfde jaar brachten ze de EP: Tell Me When to Whoa uit hiervan verkochten ze 10.000 exemplaren hierdoor tekenden ze bij Jive Records. Hun eerste album bij Jive was Let's Do It for Johnny!! Dit album bestaat voornamelijk uit opnieuw opgenomen oud materiaal en een aantal nieuwe nummers.

## Discografie

### Albums
- 1994: Bowling for Soup
- 1996: Cell Mates
- 1998: Rock On Honorable Ones!!!
- 1999: Tell Me When to Whoa! (EP)
- 2000: Let’s Do It for Johnny!
- 2002: Drunk Enough to Dance
- 2004: A Hangover You Don’t Deserve
- 2005: Bowling for Soup Goes to the Movies
- 2006: The Great Burrito Extortion Case
- 2009: Sorry for Partyin’
- 2010: Merry Flippin' Christmas’
- 2011: Fishin' for Woos
- 2014: Lunch.Drunk.Love
- 2016: Drunk Dynesty
- 2020: Pop Drunk Snot Bread

### Singles
- 1998: Scope
- 2000: The Bitch Song
- 2000: Suckerpunch
- 2002: Girl All the Bad Guys Want
- 2002: Emily
- 2003: Punk Rock 101
- 2004: 1985
- 2005: Almost
- 2005: Ohio (Come Back to Texas)
- 2006: I Melt with You
- 2006: High School Never Ends
- 2007: When We Die
- 2007: London Bridge (Coverversion)
- 2007: I’m Gay
- 2009: My Wena
- 2009: No Hablo Inglés
- 2011: S-S-S-Saturday
- 2011: Turbulence
- 2011: I've Never Done Anything Like This

## Bandleden
- Chris Burney — Gitaar, Zang (1994-heden)
- Rob Felicetti — Basgitaar (2018-heden)
- Jaret Reddick — Zang, Gitaar (1994-heden)
- Gary Wiseman — Drums, Percussie (1998-heden)

### Ex-bandleden
- Lance Morril — Drums, Percussie (1994-1998)
- Erik Chandler — Basgitaar, Zang (1994-2018)

## Trivia
- Bowling for Soup heeft de titelsong van de game Sonic Unleashed, Endless Possibility, geschreven en opgevoerd.
- De band speelde tevens een bijrol in een special van de bekende televisieserie Phineas en Ferb, waarin ze een nummer opvoerden.